# Ingo Kindervater
Ingo Kindervater (Burgwedel, 1 de enero de 1979) es un deportista alemán que compitió en bádminton, en la modalidad de dobles.
Ganó dos medallas de bronce en el Campeonato Europeo de Bádminton, en los años 2008 y 2010.

## Palmarés internacional
| Campeonato Europeo | Campeonato Europeo       | Campeonato Europeo | Campeonato Europeo |
| Año                | Lugar                    | Medalla            | Prueba             |
| ------------------ | ------------------------ | ------------------ | ------------------ |
| 2008               | Herning (Dinamarca)      | Medalla de bronce  | Dobles             |
| 2010               | Mánchester (Reino Unido) | Medalla de bronce  | Dobles             |